# Гола правда
Го́ла пра́вда (англ. The Ugly Truth) — американська романтична комедія з Джерардом Батлером («300», «P.S. Я кохаю тебе», «Рок-н-рольщик») і Кетрін Гейґл («Трішки вагітна», «Анатомія пристрасті») у головних ролях. В Україні фільм вийшов на екрани 17 вересня 2009 року.

## Сюжет
Еббі Ріхтер (Кетрін Гейґл) молода й амбіційна. Вона працює продюсером ранкового ТБ шоу на телеканалі «AM Sacramento». Еббі пишається тим, що може вмить знайти вихід з будь-якої ситуації і вирішити будь-яку проблему — але тільки не коли мова заходить про її особисте життя, адже Еббі досі самотня. Варто дівчині, яка в іншій ситуації зібрана і бездоганна, піти на побачення, як її переслідує невдача за невдачею.
Рейтинги шоу падають. Щоб привернути глядацьку аудиторію, керівництво запросило у передачу спеціального кореспондента Майка Чедвея (Джерард Батлер), з яким Еббі змушена тепер ділити студію. А вже він-то знає, де в неї слабкі місця! Його шоу «Гола правда» покликане відкрити жінкам очі на те, що справді заводить чоловіків. Непристойні жарти, які Майк відпускає в ефірі, і відверто шовіністичний настрій шоу, м'яко кажучи, шокують Еббі. Але, незважаючи на все це, рейтинги злітають до небес, і керівництво каналу залишає шоу Майка в ефірі.
І тут на горизонті в Еббі з'являється молодий, симпатичний і самотній лікар Колін, що мешкає по сусідству. Він бездоганно вихований і ввічливий — загалом, повна протилежність Майка. І цього разу Еббі не має наміру втрачати свій шанс. І хоча їй самій неприємно від цієї думки, але їй вкрай необхідно, щоб Майк допоміг їй зрозуміти, що ж на думці в її обранця, і зробити все, щоб завоювати його. Таким чином, Майк стає наставником і порадником Еббі, а та, у свою чергу, починає застосовувати на практиці всі ті методи спокуси, яким її вчить Майк. Але за іронією долі, перед ними обома ось-ось розкриється головна таємниця: хай якими різними не були б чоловіки і жінки, у глибині душі вони все ж таки мріють про одне й те саме.

## У ролях
- Кетрін Гейґл у ролі Еббі Ріхтер: продюсера провокаційно-романтичного ранкового шоу
- Джерард Батлер у ролі Майка Чедвея — її кореспондент, чоловічий шовініст
- Шеріл Гайнс у ролі співробітника ранкового шоу
- Ерік Вінтер у ролі Коліна (хлопця Еббі)
- Бонні Самервілл у ролі Елізабет
- Девід Лі Сміт у ролі Марка

## Зйомки фільму
Фільм знято переважно в Каліфорнії, зокрема Сакраменто, Лос-Анджелесі і Сан-Педро.